# 嶺山郡
岭山郡，中国南北朝时设置的郡。
南朝梁置岭山郡，属定州，一说属龙州，后属南定州。治所在岭山县（今广西壮族自治区横县西一百里郁江南岸）。辖境相当今广西壮族自治区横县西、南宁市东南一带。南朝陈沿置，隋文帝开皇九年（589年）隋灭陈，废岭山郡，岭山县改为岭县，地入简州，隋炀帝时，岭山县入郁州（鬱林郡）。